# Arenaria pentagyna
Arenaria pentagyna là loài thực vật có hoa thuộc họ Cẩm chướng. Loài này được Moç. & Sessé ex Ser. mô tả khoa học đầu tiên năm 1824.